# Sidney Abbott
Pour les articles homonymes, voir Abbott.
Sidney Abbott (11 juillet 1937 - 15 avril 2015) est autrice, féministe américaine et activiste lesbienne. Abbot a été l'un des membres les plus actives du National Organization for Women, permettant au NOW d’œuvrer pour le droit des lesbiennes.

## Biographie
Sidney Afton Abbott est née en 1937 dans une famille militaire. Après avoir étudié trois ans au Smith College  elle a été diplômée en 1961 à l'Université du Nouveau-Mexique en 1961. Elle a ensuite étudié le développement urbain à la Columbia University.
Abbott a fait partie de la Menace Mauve (Lavender Menace) et a milité toute sa vie durant. 
En 1977, Avec sa partenaire, Barbara Love, elle-même activiste, Abbott a co-signé Sappho Was a Right-on Woman: A Liberated View of Lesbianism.
Le 15 avril 2015, Abbott meurt dans l'incendie d'une maison de son quartier résidentiel, Southhold à New-York.

## Activisme

### Au sein du NOW
En 1969, elle a rejoint la NOW (National Organization for Women, ou Organisation Nationale pour les Femmes) et est devenue l'une des premières personnes à intervenir ouvertement pour les droits des lesbiennes lors de conférences à New York du NOW, et à la Columbia University. 
Au mitan des années 70, avec Barbara Love, elle a fait du lobbying au sein du NOW pour créer une cellule se concentrant les questions lesbiennes. Dans un premier temps, ce groupe de travail a pris pour nom Sexuality and lesbian task force. Abbot doit co-présider ce groupe de travail avec une femme hétérosexuelle. En 1976, à Philadelphia, lors de la conférence nationale du NOW, Abbott a demandé, et a obtenu, que 1% du budget de l'organisation soit alloué à ce groupe de travail. Ce fut l'une des deux seules résolutions qui passèrent lors de cette conférence. 

### Au sein du National Gay and Lesbian Task Force
Abbott se mit au service du National Gay and Lesbian Task Force, participant au bureau des ressources financières. Elle s'assura que le conseil général de cette l'organisation comptait un nombre égal d'hommes et de femmes. Elle a été nommée par le Manathan Borough President au bureau gérant le calendrier de cette communauté. Abbott fut la première personne ouvertement homosexuelle à y être nommée. Elle développa également les programmes de deux départements dans l'administration de la ville de New-York. Elle a co-présidé le New York Performing Arts Center, et était politiquement active dans le quartier de North Fork, à Long Island, New York City. 

### Création du Women's Right are Human Rights
En 2007, elle a fondé l'association à but non lucratif Women's Rights are Human Rights.

### In our shoes
En 2008, elle a lancé une newsletter, In our shoes, traitant de politique, de classes sociales, et de la pauvreté. 

## Archives
Ses archives personnelles se trouver au Smith Colleg, dans la Sophia Smith Collection, ainsi que dans la bibliothèque féministe du Radcliff College qui conserve les biographies des membres du NOW. ,

## Œuvres
- Sidney Abbott, Barbara Love,  Is Women's Liberation a Lesbian Plot?, dans Woman in Sexist Society: Studies in Power and Powerlessness. New American Library, 1972  (ISBN 978-0-465-09199-7).
- Sidney Abbott, Barbara Love, Sappho was a Right-on Woman: A Liberated View of Lesbianism. Stein and Day, 1977  (ISBN 978-0-8128-2406-3).